# Internationale Novalisgesellschaft
Die Internationale Novalisgesellschaft e.V. ist ein Verein zur „Förderung der wissenschaftlichen und künstlerischen Auseinandersetzung mit dem Werk und der Persönlichkeit Friedrich von Hardenbergs (Novalis)“.

## Geschichte
Der Verein wurde anlässlich des 220. Geburtstages des Dichters am 2. Mai 1992 in dessen Geburtsort Wiederstedt unter Teilnahme von internationalen Novalis-Forschern und -Freunden gegründet.
Die Vereinsgründung basierte u. a. auf den Vorarbeiten zum Erhalt des Schlosses Oberwiederstedt und zur Einrichtung einer dortigen Novalis-Gedenkstätte durch die „Interessengemeinschaft Novalis“, die sich noch zu DDR-Zeiten um den Handwerker Gerald Wahrlich gebildet hatte, der mit seinem Freundes- und Unterstützerkreis in unbezahlter ehrenamtlicher Arbeit die Bausubstanz des Schlosses erhielt und sich dafür einsetzte, das von der DDR-Kulturbürokatie zum Abriss bestimmte Gebäude für zukünftige Generationen zu erhalten. Während der Wende unterstützte die Wochenzeitung Die Zeit den Erhalt des Herrenhauses und warb um Spenden für dessen Sanierung.
Unter den Gründungsmitgliedern befanden sich zahlreiche Novalis-Experten auch aus nicht deutschsprachigen Ländern, so Gerhard Schulz aus Australien. Nachdem der Novalis-Forscher und Herausgeber Richard Samuel 1934 vor den Nationalsozialisten nach England geflohen war und dann dort, und später in Melbourne, Australien, seine Forschungs-, Lehr- und Herausgebertätigkeit zur Frühromantik fortgesetzt hatte, entwickelte sich an verschiedenen angelsächsischen Universitäten ein gesteigertes Interesse an Novalis. Aber auch aus Ländern des Ostblocks, so aus Polen, und zudem aus Frankreich und Italien gab es Unterstützung für die Gründung der Gesellschaft. Neben zu Novalis forschenden Wissenschaftlern, die in der Deutschen Demokratischen Republik und der Bundesrepublik ihre wissenschaftliche Karriere begonnen hatten, waren auch einige ältere Novalis-Forscher zugegen, wie der Handschriften- und Datierungsexperte Heinz Ritter-Schaumburg.
Als Gründungspräsident der Gesellschaft wurde der renommierte Romantikforscher Hans-Joachim Mähl gewählt, der bis zum Jahr 1998 als Präsident wirkte.

## Aufgaben und Ziele
Ziel der Gesellschaft ist es unter anderem, das Werk und Leben des jung verstorbenen Dichters der Öffentlichkeit zugänglich zu machen. Die Gesellschaft hat 400 Mitglieder in der ganzen Welt und fördert Forschungsvorhaben zu Leben und Werk des Dichters sowie die Sammlung relevanter Dokumente in der Forschungsstätte Schloss Oberwiederstedt. Sie veranstaltet Tagungen, Ausstellungen und Symposien, organisiert Veranstaltungen und gibt eine eigene Schriftenreihe heraus. Dies alles soll der Vermittlung der Frühromantik und frühromantischer Tendenzen dienen und sie in einen wissenschaftlichen und künstlerischen Dialog mit der Gegenwart bringen.
Darüber hinaus pflegt der als gemeinnützig anerkannte Verein gute Kontakte mit „anderen Literaturgesellschaften, universitären Instituten und anderen Kultur- und Bildungseinrichtungen“ (Informationsbroschüre), darunter z. B. Schulen. Das Jahrestreffen findet stets an Novalis’ Geburtstag Anfang Mai auf Schloss Oberwiederstedt statt, die Jahresberichte werden veröffentlicht in den Mitteilungen der Internationalen Novalis-Gesellschaft, u. a. zusammen mit den jeweils auf dem Schloss gehaltenen Vorträgen, Forschungsergebnissen, Rezensionen und Informationen rund um den Zustand und die Sanierung des Sitzes der Gesellschaft, Schloss Oberwiederstedt. Die Struktur und der Vereinsvorstand können im Internetportal aufgerufen werden.

## Veröffentlichungen
- Schriftenreihe: Schriften der Internationalen Novalis-Gesellschaft
- Periodikum: Mitteilungen der Internationalen Novalis-Gesellschaft

## Novalis-Bibliothek
Die Gesellschaft fördert außerdem das Projekt der „Imaginären Bibliothek“, die einen zentralen Bestandteil der Forschungsstätte für Frühromantik bildet:
Dabei sollen alle Bücher, die Novalis rezipiert und/oder besessen hat, in den historischen Ausgaben der Forschung zur Verfügung gestellt werden.
Es handelt sich nicht ausschließlich um Literatur im engeren Sinne, sondern auch um heute teils schwer ausfindig zu machende, „seltene Werke aus der Geschichte der Naturwissenschaften“.